# سبيد ويب
سبيد ويب (بالإنجليزية: Speed Webb)‏ هو عازف جاز ومغني أمريكي، ولد في 18 يوليو 1906 في مقاطعة ميامي في الولايات المتحدة، وتوفي في 4 نوفمبر 1994.

## وصلات خارجية
- سبيد ويب على موقع IMDb (الإنجليزية)
- سبيد ويب على موقع ميوزك برينز (الإنجليزية)
- سبيد ويب على موقع كينوبويسك (الروسية)